# Antonio Kamenjašević
Antonio Kamenjašević (Hannover, 29. siječnja 1997.), hrvatski hrvač grčko-rimskim načinom, član HK »Herkul«. Višestruki hrvatskih prvak u različitim dobnim uzrastima, kadetski doprvak svijeta te svjetski i europski doprvak u kategoriji do 23 godine. Na Europskom prvenstvu u Varšavi 2021. osvojio je brončano odličje u kategoriji do 77 kg.
Hrvati je počeo 2006. u Hrvačkom klubu Klinča Sela pod vodstvom trenera Maria Bračuna, a za Herkul hrva od 2020. godine. Osnovnu školu završio u Klinča Selima, Športsku gimnaziju u Zagrebu, gdje studira na Kineziološkom fakultetu.

## Vanjske poveznice
- Pregled športskih postignuća  Arhivirana inačica izvorne stranice od 29. travnja 2021. (Wayback Machine) u TheSports.org